# Più reale della realtà
Più reale della realtà (Virtual Seduction) è un film per la televisione statunitense del 1995 diretto da Paul Ziller.

## Trama
1999. Dopo il brutale omicidio della sua compagna Paris, Liam Bass riesce a sbiadire il ricordo della compagna, la cui memoria sarà tormentata dai rimorsi. Bass vive in un mondo virtuale in cui vede Paris, ma la sua nuova compagna Laura vuole farlo rinsavire, ma lui non vuole sentire ragioni e sembra essere deciso a ritornare alla sua vita di prima.